# Emanuel Adler
Emanuel Adler (Prossnitz, Morva Őrgrófság, 1873. szeptember 29. – Bécs, 1930. augusztus 27.) osztrák ügyvéd.

## Élete
Jogi tanulmányait 1896-ban fejezte be, 1900-ban Prágai Német Egyetemen habilitált. 1896-tól az állami pénzügyigazgatás köztisztviselője volt. 1902-ben Bécsbe költözött, ahol tanári tevékenységet is folytatott (1910-ben rendkívüli, 1919-ben rendes professzor volt). A Szabadalmi Hivatal munkatársa is volt, 1918-tól pedig a Szociális Minisztériumban is tevékenykedett.1921-ben korengedményes nyugdíjba vonult. Szakíróként a magánjog ágazataival foglalkozott (munkajog, szerzői jog, védjegyjog).

## Válogatott munkái
- Über die Lage des Handwerks in Österreich. (= Wiener staatswissenschaftliche Studien. 1,1). Mohr, Freiburg i. Br. 1898. (Digitalisat (németül))
- Das österreichische Betriebsrätegesetz (1922)
- Das österreichische Patentgesetz (1926)
- Das österreichische Antiterrorgesetz (1930)